# الگرسبورگ
الگرسبورگ (به آلمانی: Elgersburg) یک شهر در آلمان است که در ایلم-کرایس واقع شده‌است. الگرسبورگ ۱٬۲۲۲ نفر جمعیت دارد.